# 莫里斯·康坦·德·拉圖爾

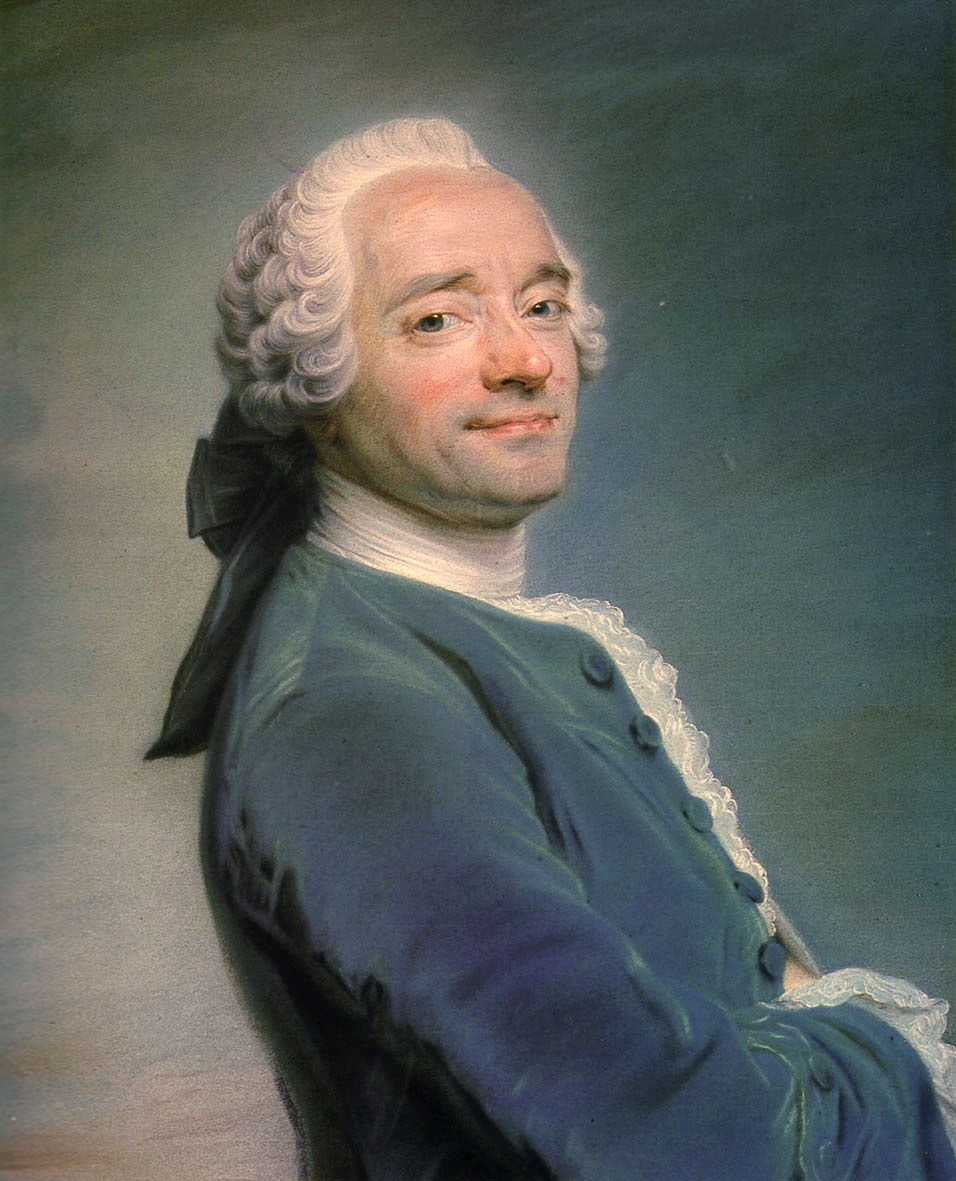
莫里斯·康坦·德·拉圖爾

莫里斯·康坦·德·拉圖爾（1704年9月5日—1788年2月17日），法國洛可可派男肖像畫畫家。他著名的肖像畫人物包括：伏爾泰、路易十五、龐巴度夫人。
拉圖爾在法國埃納省聖康坦（Saint-Quentin）出生，父親是音樂人，不喜歡他畫畫。1746年，他加入Académie royale de peinture et de sculpture。